# 埃什米讷
埃什米讷（法語：Échemines，法語發音：[eʃmin]）是法国奥布省的一个市镇，属于塞纳河畔诺让区。

## 地理
埃什米讷（48°23'18"N, 3°49'58"E）面积18.2 平方千米，位于法国大東部大區奥布省，该省份为法国中北部省份，北起马恩省，西接塞纳-马恩省，西南至约讷省，东南至科多尔省，东临上马恩省。
与埃什米讷接壤的市镇（或旧市镇、城区）包括：迪耶雷圣皮埃尔、方丹莱格雷、奥尔维利耶圣于连、勒帕维永圣朱莉、普吕奈-贝尔维尔、圣弗拉维、圣梅曼、维勒卢。

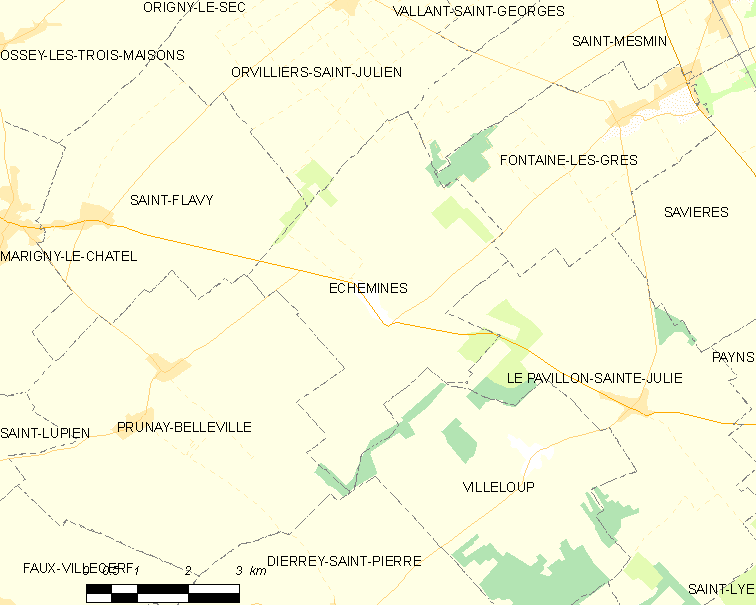
埃什米讷的OSM定位图

埃什米讷的时区为UTC+01:00、UTC+02:00（夏令时）。

## 行政
埃什米讷的邮政编码为10350，INSEE市镇编码为10134。

## 政治
埃什米讷所属的省级选区为圣利耶县。

## 人口

1962-2008年间埃什米讷人口变化图示

埃什米讷于2022年1月1日时的人口数量为84人。